# Jocotenango
San Bartolomé de Jocotenango (kurz Jocotenango) ist der Hauptort einer insgesamt gut 23.000 Einwohner zählenden Gemeinde (municipio) im zentralen Hochland Guatemalas.

## Lage und Klima
Die nur etwa 3 km nördlich von Antigua befindliche Gemeinde liegt im Panchoy-Tal in einer mittleren Höhe von ca. 1525 m. Guatemala (Stadt), die Hauptstadt des Landes, ist ca. 45 km in östlicher Richtung entfernt. Das Klima ist mild bis warm; Regen (ca. 1700 mm/Jahr) fällt überwiegend in den Sommermonaten.

## Bevölkerungsentwicklung
| Jahr      | 2008   | 2018   | 2020   |
| Einwohner | 12.722 | 15.181 | 15.583 |

Der stetige Bevölkerungszuwachs der Stadt beruht im Wesentlichen auf der immer noch anhaltenden Zuwanderung von Familien aus den Dörfern der Umgebung.

## Wirtschaft
Die Landwirtschaft bildet in vielfältiger Weise die Ernährungsgrundlage der Bevölkerung. Traditionelle Hauptnahrungsmittel sind Mais, Bohnen und Tomaten, aber auch von den spanischen Eroberern importierte Pflanzen wie Chili und Zwiebeln werden seit langem angebaut. Nichteinheimische, hauptsächlich für den Export bestimmte Pflanzen sind Kaffee, Cashews, Macadamia und Mispeln.

## Geschichte
Jocotenango (ehemals Santiago Utateca), eine Nachbarstadt von Antigua Guatemala, wurde nach deren Zerstörung durch ein Erdbeben und anschließende Schlammmassen im Jahr 1773 ebenfalls aufgegeben. Doch schon bald fanden sich Teile der ehemaligen Bevölkerung wieder ein, denn die barocke Kirche hatte das Unglück größtenteils überlebt.

## Sehenswürdigkeiten
- Die der Himmelfahrt Mariens geweihte Iglesia de Nuestra Señora de la Asunción stammt in ihrer heutigen Form aus dem 18. Jahrhundert. Die Fassade enthält 8 Paare gedrehter salomonischer Säulen, ein oktogonales Fenster sowie mehrere Statuen; im Giebelfeld findet sich eine mittlere Marienstatue begleitet von zwei Engeln. Die einschiffige Kirche ist im Innern gewölbt; an den Seitenwänden befinden sich mehrere Schnitzaltäre.[2]
- Die Casa K’ojom ist ein kleines Musikinstrumentenmuseum. Aber auch Masken sowie traditionelle Kostüme und handwerkliche Erzeugnisse werden gezeigt.
- Das Museo del Café widmet sich den Themen des Kaffeeanbaus und seiner Weiterverarbeitung.

## Persönlichkeiten
- Ricardo Arjona (* 1964), Sänger und Komponist, wurde in Jocotenango geboren.